# Пудем (село)
Пуде́м (рос. Пудем) — село у складі Ярського району Удмуртії, Росія. Адміністративний центр Пудемського сільського поселення.
Село засноване 1691 року як заводське селище. 1759 року збудований доменний і молотовий завод, який працював на місцевій сировині. 1930 року село стало центром Пудемського району. 1951 року село отримало статус селища міського типу. 1956 року Пудемський район був ліквідований і село увійшло до складу Ярського району. 15 червня 2005 року Пудему було повернуто статус села.
Населення — 1920 осіб (2010, 2304 в 2002, 2964 в 1989, 3265 в 1979, 3319 в 1970, 3708 в 1959). Національний склад (станом на 2002 рік): удмурти — 51,5 %, росіяни — 45,4 %, татари — 0,7 %.